# 克里斯托拉 (科羅拉多州)
克里斯托拉（英語：Crystola）是位於美國科羅拉多州艾爾帕索縣的一個非建制地區。該地区的面積和人口皆是未知的。

## 地理
克里斯托拉的座標為38°57′21″N 105°01′38″W / 38.95583°N 105.02722°W，而該地的平均海拔高度為2432米（即7979英尺）。